# Kotrasy
Kotrasy – przysiółek wsi Momocicha w Polsce, położony w województwie świętokrzyskim, w powiecie koneckim, w gminie Radoszyce.
Wierni Kościoła rzymskokatolickiego należą do parafii Świętych Piotra i Pawła w Radoszycach.
W latach 1975–1998 przysiółek administracyjnie należał do województwa kieleckiego.